# Alexeï Bystrov
Pour les articles homonymes, voir Bystrov.
Alexeï Petrovitch Bystrov (en russe : Алексе́й Петро́вич Быстро́в), né à Tarassovo (Gouvernement de Riazan, Empire russe) le 1er février 1899 et mort à Leningrad (Union soviétique) le 29 août 1959, est un paléontologue, géologue et anatomiste russe.

## Biographie
Né dans la famille d'un prêtre de village et d'une maîtresse d'école dans la région de Riazan, il entre en 1917 au séminaire orthodoxe de Riazan. Après la révolution de 1917, il devient étudiant à l'Ecole militaire de médecine, ce qui le mène à devenir un spécialiste d'anatomie et de la paléontologie des vertébrés. En 1937, il travaille à Moscou à l'Institut de paléontologie et en 1939, s'installe à Leningrad puis, après l'évacuation de la ville, à Kirov. En 1943, il est nommé au grade de lieutenant-colonel du service médical. À la fin de la Seconde Guerre mondiale, il enseigne à l'université de Leningrad où il finit sa vie.

## Œuvres
On lui doit des ouvrages (en russe) et un grand nombre d'articles sur la paléontologie analysant les possibilités d'évolution morphologique de l'homme.

### En allemand
- Hernia diaphragmatica beim Hunde, Anatomischer Anzeiger, Verlag Gustav Fischer, vol.70, no 8-10, 1930, p. 192-212
- Assimilation des Atlas und Manifestation des Proatlas. Zeitschrift für Anatomie und Entwicklungsgeschichte (Zeitschrift für die gesamte Anatomie), Berlin, Verlag von Julius Springer, 1931, vol. 95, p. 210-242.
- Morphologische Untersuchungen über die Occipitalregion und die ersten Halswirbel der Säugetiere und des Menschen. I. Mitteilung. Über den Proatlas und Anteproatlas bei der Robbe. Zeitschr. f. Anatomie u. Entwickl, Berlin, Verlag von J. Springer, 1933, vol.100, p. 362-386.
- Morphologische Untersuchungen über die Occipitalregion und die ersten Halswirbel der Säugetiere und des Menschen. II. Mitteilung. Die Assimilation des Atlas und deren phylogenetische Bedeutung. Zeitschr. f. Anatomie u. Entwickl. Berlin, Verlag von J. Springer, 1933, vol. 102, p. 307-334.
- Morphologische Untersuchungen der Deckknochen des Schädels der Wirbeltiere. I. Mitteilung. Schädel der Stegocephalen, Acta Zoologica, 1935, p. 65-141
- Dvinosaurus als neotenische Form der Stegocephalen. Acta Zoologica, 1938, p. 209-295
- Zahnstruktur der Labyrinthodonten. Acta Zoologica, 1938, p. 387–425
- Blutgefäßsystem der Labyrinthodonten (Gefäße des Kopfes). Acta Zoologica, 1939, p. 125–155
- Zahnstruktur der Crossopterygier. Acta Zoologica, 1939, p. 283–338
- Deckknochen und Zähne der Osteolepis und Dipterus. Acta Zoologica, 1942, p. 263–289

### En anglais
- Kotlassia prima Amalitzky. Bulletin of the Geological Society of America no 5, 1944, vol.55, p. 379-416
- Hydrophilous and Xerophilous Labyrinthodonts. Acta Zoologica, 1947, vol. 28, p. 137–164
- The microstructure of dermal bones in Arthrodires. Acta Zoologica, 1957, vol.38, p. 239–275
- The microstructure of skeleton elements in some vertebrates from lower Devonian deposits of the USSR. Acta Zoologica, 1959, vol.40, p. 59–83

## Liste des noms latins d'organismes nommés en l'honneur de Bystrov
- Bystrowia Berg, 1955
- Bystrowianidae Vjuschkov, 1957
- Bystrowiana (en) Vjuschkov, 1957
- Bystrowiana permira Vjuschkov, 1957
- Bystrowiana sinica Young, 1979
- Bystrowiella Witzmann, Schoch, et Maisch, 2007
- Bystrowiella schumanni Witzmann, Schoch, et Maisch, 2007
- Benthosuchus bystrowi Getmanov, 1989
- Edaphaspis bystrowi Novitskaya
- Glyptomus bystrowi
- Kuzbassocrinus cf. bystrowi Yeltyschewa, 1957
- Melocrinites bystrowi Yeltyschewa, 1957
- Mesotrypa bystrowi Modzalevskaja, 1953 (Es)
- Mycobystrovia lepidographia Gouget et Locquin, 1979
- Panderichthys bystrovi Gross, 1941
- Syringothenia bystrowi Obut, 1953

## Hommage
Un cap de l'île Jackson dans l'archipel François-Joseph a été nommé en son honneur.